# Geoffrey A. Landis
Geoffrey Alan Landis, va néixer el 28 de maig de 1955, és un científic estatunidenc que treballa per la National Aeronautics and Space Administration (NASA) en l'exploració planetària, la vol espacial interestel·lar, l'energia solar i la fotovoltaica. Té nou patents, principalment en el camp de millores a les cèl·lules solars i dispositius fotovoltaics, i ha presentat i comentat sobre les possibilitats de viatge i construcció interestel·lar de bases a la Lluna, Mart, i Venus.
Amb el suport del seu fons científic, Landis també escriu ciència-ficció dura.
Per aquests escrits, ha guanyat un Premi Nebula, dos Premis Hugo, i un Premi Locus, així com dos Premis Rhysling per la seva poesia. Contribueix articles científics a diverses publicacions acadèmiques.

## Biografia
Landis va néixer a Detroit, Michigan, i va viure a Virgínia, Maryland, Filadèlfia, i Illinois durant la seva infància. La seva educació superior va ser al New Trier High School, a Winnetka (Illinois). És llicenciat en física i electrotècnia per l'Institut de Tecnologia de Massachusetts (MIT) i doctor en física de l'estat sòlid per la Universitat de Brown. Està casat amb l'escriptora de ciència-ficció Mary A. Turzillo i viu a Berea, Ohio.

## Carrera
Després de rebre el seu doctorat a la Universitat Brown, Landis va treballar al Centre d'Investigació de la NASA Lewis (ara la NASA Glenn) i l'Institut Aeroespacial d'Ohio abans d'acceptar un lloc permanent en el NASA John Glenn Research Center, on fa recerca en missions de Mart, energia solar, i desenvolupament tecnològic per a futures missions espacials. Té nou patents, i ha estat autor o coautor de més de 300 publicacions científiques publicades en els camps de l'astronàutica i la fotovoltaica.
Landis ha comentat sobre els aspectes pràctics de la generació d'oxigen i la creació de materials de construcció per a una futura base lunar a la revista New Scientist, i en les possibilitats d'utilitzar el ferro metàl·lic fàcilment disponibles per a la fabricació d'acer a Mart.
És el destinatari de nombrosos honors professionals, inclòs l'American Institute of Aeronautics and Astronautics Aerospace Power Systems Award, de la NASA Space Flight Awareness award i el premi nacional Rotary per l'assoliment espacial "Premi Stellar" en 2016.

### Sistemes d'energia fotovoltaica
Gran part del treball tècnic de Landis ha estat en el camp del desenvolupament de cèl·lules i matrius solars, tant per a ús terrestre com per a naus espacials.

### Mart
Landis ha treballat en una sèrie de projectes relacionats amb el desenvolupament de tecnologia d'exploració humana i robòtica de Mart i l'anàlisi científica de la superfície marciana, inclosos els estudis sobre el rendiment de les cèl·lules fotovoltaiques en l'entorn de Mart, l'efecte de la pols marciana sobre el rendiment, i tecnologies per a l'eliminació de pols de les matrius.
Va ser membre de l'equip Rover a la missió Mars Pathfinder, i anomenat la roca de Mart, "Yogi". És un membre de l'equip científic de la missió Mars Exploration Rover de 2003, on el seu treball inclou observacions dels remolins de pols marcianes, els mesuraments de la ciència atmosfèrica i l'observació de les gelades a l'equador de Mart. També va ser membre de l'equip d'experimentació de propulsor de propel·lent de Mart ISPP per a la missió Mars Surveyor 2001 Lander, un paquet d'experiments per demostrar la fabricació d'oxigen de l'atmosfera marciana. ue va ser cancel·lada després del fracàs del Mars Polar Lander).
També ha treballat en l'anàlisi de conceptes per a la futura missió robòtica i humana a Mart. Aquests inclouen la nau espacial Mars Geyser Hopper, un concepte de missió de classe Discovery que investigaria el diòxid de carboni primaveral dels guèisers marcians que es troben a les regions del pol sud de Mart, l'Exploració Humana utilitzant l'operació Robòtica en temps real (concepte "HERRO", acrònim de l'anglès Human Exploration using Real-time Robotic
Operations) per a l'exploració telerobòtica de Mart, i conceptes per a l'ús de la utilització de recursos in situ per a una missió de retorn de mostres de Mart. En un document de 1993, va suggerir l'ús d'un programa per fases d'exploració de Mart, amb una sèrie d'èxits incrementals que condueixen a aterratges humans a Mart.

### Institut de Conceptes Avançats de la NASA
Landis va ser un membre de l'Institut de Conceptes Avançats de la NASA (NASA Institute for Advanced Concepts - "NIAC"), on va treballar en un projecte que investigava l'ús de veles empeses per raigs làser i de partícules per a la propulsió del vol interestel·lar. El 2002, Landis es va dirigir a la convenció anual de l'Associació Americana per al Progrés de la Ciència sobre les possibilitats i els reptes dels viatges interestel·lars en el que es va qualificar com "la primera discussió seriosa sobre com un dia els humans aniran a l'estrella més propera". El Dr. Landis va dir, "Aquesta és la primera reunió per considerar realment el viatge interestel·lar pels éssers humans. És històric. Anem a les estrelles. Realment no és una opció a llarg termini." Després va passar a descriure una nau estel·lar amb una vela de diamants, d'uns pocs nanòmetres de gruix, alimentada per energia solar, que podria arribar al "10 per cent de la velocitat de la llum".
Va ser seleccionat de nou com a becari de conceptes avançats innovadors de la NASA el 2012, amb una investigació d'un rover a vela per a l'exploració de Venus, i el 2015 va ser el capdavanter científic en un estudi de l'NIAC per dissenyar una missió a la lluna Tritó de Neptú.

### Càrrecs acadèmics
En el 2005-2006, va ser nomenat professor visitant d'astronàutica Ronald Ervin McNair a la MIT, i va obtenir el premi AIAA Abe M. Zarem Educator en el 2007.
Landis també ha estat professor de la International Space University; el 1998 va ser professor del Departament de Mineria, Fabricació i Robòtica del Programa d'Estudis Espacials, i el 1999 va estar a la Facultat del 12è Programa d'Estudis Espacials a la Suranaree University of Technology a Nakhon Ratchasima, Tailàndia, i copresident del projecte estudiantil "Out of the Cradle" També va ser professor convidat del 13è Programa d'Estudis Espacials de l'ISU a Valparaíso, Xile i el Programa d'Estudis Espacials de 2015 a Athens, Ohio.
Com a escriptor, va ser un instructor del Clarion Writers Workshop a la Universitat Estatal de Michigan l'any 2001. Va ser un instructor convidat al taller Launch Pad de 2012.

## Escrits

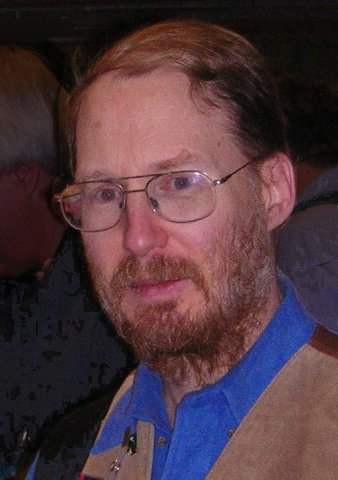
Geoffrey Landis en una convenció de ciència-ficció a Amsterdam, el 2006

### Ciència-ficció
La primera història de ciència-ficció de Landis, Elemental, va aparèixer a Analog al desembre de 1984, i va ser nominat per al Premi Hugo de 1985 a la millor novel·la. as well as earning him a nomination for the John W. Campbell Award for Best New Writer.
En el camp de la ciència-ficció, Landis ha publicat més de 70 obres de ficció curtes i dos llibres. El 1989 va guanyar el Premi Nebula per a la millor història curta per a "Ripples in the Dirac Sea" (Asimov's Science Fiction, octubre de 1988), el 1992 Premi Hugo per "A Walk in the Sun" (Asimov's Science Fiction, octubre de 1991), i el 2003 Hugo per la seva història curta "Falling Onto Mars" (Analog Science Fiction and Fact, July/Aug 2002).
La seva primera novel·la, Mars Crossing, Va ser publicat per Tor Books el 2000, on va guanyar un Premi Locus. Una col·lecció de contes curts, Impact Parameter (and Other Quantum Realities), va ser publicat per Golden Gryphon Press el 2001 i nomenat com a destacat per la revista comercial Publishers Weekly. També ha guanyat el Premi Analog Analytical Laboratory per a la novel·la The Man in the Mirror (2009). La seva novel·la de 2010 The Sultan of the Clouds va guanyar el premi Sturgeon a la millor història curta de ciència-ficció, i va ser nominat tant per als premis Nebula i Hugo.
Va assistir al Workshop Clarion el 1985, amb altres escriptors emergents de ciència-ficció com Kristine Kathryn Rusch, Martha Soukup, William Shunn, Resa Nelson, Mary Turzillo i Robert J. Howe.

### Poesia
Landis també ha publicat una sèrie de poemes, molts dels quals inclouen ciència-ficció o temes de ciència. Va guanyar el Premi Rhysling dues vegades, pels seus poemes "Christmas, after we all get time machines" l'any 2000 (que també va guanyar l'any 2000 el Premi Reader d'Asimov al millor poema),), i per a la "Cerca" el 2009, i el Premi Dwarf Stars el 2010, per al poema "Fireflies". Ha guanyat el premi Lector d'Asimov al millor poema tres vegades, el més recent el 2014, pel seu poema "Rivers". El 2009 va guanyar el 2n lloc al concurs de poesia Hessler Street Fair pel seu poema "Five Pounds of Sunlight," i el primer lloc el 2010 pel "Human Potential."
La seva col·lecció de poesia Iron Angels va ser publicada el 2009.

### Altres escrits
Landis també ha escrit articles de no-ficció i d'articles de ciència popular, articles i columnes d'enciclopèdies per a una àmplia gamma de publicacions, inclosa Analog Science Fiction and Fact, Ciències espacials, Ciència-ficció d'Asimov, Vol espacial, i Edat de la ciència-ficció. El seu article "The Demon Under Hawaii" ("El dimoni sota Hawaii") va guanyar el Premi Analog Analytical Laboratory al millor article de ciència al 1993.

## Premis importants
- 1989 Premi Nebula per a la millor història curta per a "Ripples in the Dirac Sea"
- 1992 Premi Hugo per a la millor història curta "A Walk in the Sun"
- 2001 Premi Locus per a la millor primera novel·la per a Mars Crossing
- 2003 Premi Hugo per a la millor història curta "Falling Onto Mars"
- 2011 Premi Theodore Sturgeon per a la millor ciència-ficció curta[50] per "The Sultan of the Clouds"
- 2014 Premi Robert A. Heinlein "atorgat per destacats treballs publicats en ciència-ficció i escrits tècnics que inspiren l'exploració humana de l'espai."[61]

### Novel·les
- Landis, Geoffrey A.. Mars Crossing.  Tor Books, novembre 2001. ISBN 978-0-8125-7648-1.

### Ficció curta
Col·leccions
- Landis, Geoffrey A.. Impact Parameter (and Other Quantum Realities).  Urbana, IL: Golden Gryphon Press, desembre 2001. ISBN 1-930846-06-1.
- A Walk in the Sun (Great Science Fiction Stories) 2004

Històries curtes
- Ripples in the Dirac Sea
- A Walk in the Sun
- Falling Onto Mars
- The Man in the Mirror 2009
- The Sultan of the Clouds 2010
- A Hotel in Antarctica 2014[62]
- A Walk in the Sun
- Impact Parameter
- Elemental
- Ecopoiesis
- Across the Darkness
- Ouroboros
- Into the Blue Abyss
- Snow
- Rorvik's War
- Approaching Perimelasma
- What We Do Here at NASA
- Dark Lady
- Outsider's Chance
- Beneath the Stars of Winter
- The Singular Habits of Wasps
- Winter Fire

### Poesia
Col·leccions
- Landis, Geoffrey A.. Iron Angels.  Van Zeno Press, 2009. ISBN 978-0-9789244-7-8. Arxivat 2011-07-17 a Wayback Machine.

Llista de poemes
| Title                               | Year | First published                                                                                                 | Reprinted/collected |
| ----------------------------------- | ---- | --- | ------------------- |
| On the semileptonic decay of mesons | 2013 | Landis, Geoffrey A. «On the semileptonic decay of mesons». Asimov's Science Fiction, 37, 4&5, 4-2013, pàg. 107. |                     |
| Rivers                              | 2013 | Landis, Geoffrey A. «Rivers». Asimov's Science Fiction, 37, 6, 6-2013, pàg. 31.                                 |                     |

### No-ficció
- Landis, Geoffrey A.. Myths, legends, and true history. 26.  Eugene, OR: Pulphouse Publications, 1991. OCLC 25242854.
- Geoffrey A. Landis. Laser-powered Interstellar Probe on the Geoffrey A. Landis: Science. papers available on the web